# Ajla Tomljanović
Ajla Tomljanović (Zagabria, 7 maggio 1993) è una tennista croata naturalizzata australiana.
Inizia a rappresentare l'Australia esclusivamente nei tornei del Grande Slam a partire dallo US Open 2014; dal 2018, completato il processo di ottenimento della cittadinanza australiana, le viene garantito di competere per la nazione in tutti i tornei del WTA Tour. Nel corso della sua carriera, ha disputato quattro finali a livello WTA e tre quarti di finale a livello Slam, di cui due consecutivamente a Wimbledon 2021 e Wimbledon 2022 e uno allo US Open 2022. Ha vinto nel 2023 e 2024 due tornei del circuito WTA 125. Ha ottenuto come best ranking la 32ª posizione nell'aprile 2023.

## Biografia
I suoi genitori sono Ratko, vincitore dell'europeo di pallamano nel 1992 e nel 1993, ed Emina Tomljanović, di origini bosniache. Incominciò a praticare lo sport all'età di sei anni. Nel 2015 intraprende una relazione con il tennista australiano di origini greco-malesi Nick Kyrgios. Dopo la rottura con quest’ultimo, dal 2019 al 2022, ha avuto una relazione sentimentale con il tennista italiano Matteo Berrettini.

### Juniores
Nell'Australian Open 2009 venne eliminata nel primo turno mentre nel doppio dello stesso anno vinse il torneo insieme con Christina McHale sconfiggendo in finale con il punteggio di 6-1, 2-6, 10-4 Aleksandra Krunić e Sandra Zaniewska.
Durante gli Open di Francia 2009 giocò in coppia con Ana Bogdan e vennero sconfitte da Martina Trevisan e Ksenia Kirillova, mentre nell'edizione singolo venne sconfitta da Bianca Botto. Nell'US Open 2009 partecipò in coppia con Tímea Babos senza successo; e nell'US Open 2008 si fermò come singolarista al terzo turno, venendo sconfitta da Gail Brodsky.

### 2014: ottavi al Roland Garros e Top 50
Nel torneo di Shenzhen viene sconfitta nel primo turno da Annika Beck per 3-6 4-6. A Sydney, invece, supera il primo turno battendo Daniela Hantuchová con il punteggio 6-4 7-5, prima di venire sconfitta da Madison Keys per 0-6 6-3 6-7. Agli Australian Open supera Tadeja Majerič per 3-6 7-6 6-4, per poi venire rimontata da Sloane Stephens per 6-3 2-6 5-7.
Nel torneo di Acapulco raggiunge i quarti di finale perdendo contro Zhang Shuai per 1-6 7-5 2-6. A Indian Wells raggiunge il secondo turno dovendo arrendersi alla Stephens; mentre a Miami viene sconfitta da Varvara Lepchenko in un match lottato (4-6 7-6 6-7). Nel torneo di Charleston viene sconfitta da Jelena Janković per 5-7 1-6.
Agli Open di Francia riesce sorprendentemente ad arrivare agli ottavi di finale, battendo: Francesca Schiavone, Elena Vesnina e Agnieszka Radwańska; prima di perdere contro Carla Suárez Navarro. Grazie a questo risultato migliora il suo ranking di 19 posizioni, arrivando fino alla 51ª posizione. La stagione sull'erba è piuttosto povera di risultati, perdendo sempre al primo turno. Agli US Open viene sconfitta nuovamenta dalla Suarez Navarro nel primo turno. Conclude la stagione senza risultati di grande rilievo spingendosi poche volte fino al secondo turno. Chiude al 63º posto della classifica mondiale.

### 2015: prima finale WTA

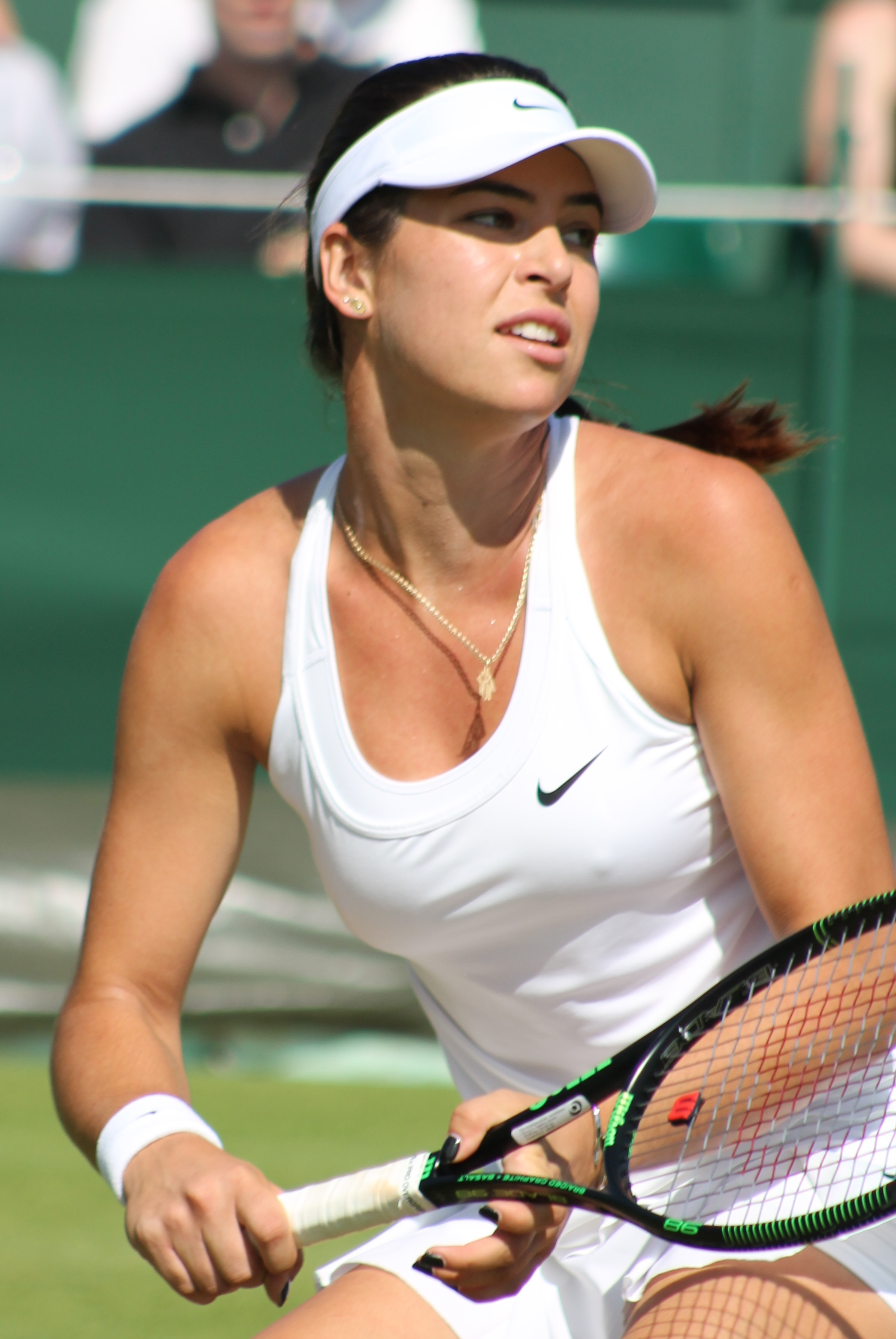
Ajla Tomljanovic a Wimbledon 2015.

Nel torneo di Brisbane ottiene la sua più importante vittoria estromettendo la ex numero uno del mondo e n° 6 del seeding, Jelena Janković, per 7-6 6-0. Nonostante ciò, esce di scena nel turno successivo contro Elina Svitolina. Agli Australian Open, dopo aver estromesso in tre sets Shelby Rogers, viene sconfitta nel secondo turno da Varvara Lepchenko per 1-6 6-7. La Tomljanovic ottiene la prima finale WTA della carriera il 15 febbraio 2015 nel Pattaya Open. Nell'ultimo atto viene sconfitta da Daniela Hantuchova, con lo score di 3-6 6-3 6-4. Nel corso del torneo elimina: Elizaveta Kuličkova, Jarmila Gajdošová, Evgenija Rodina e Mónica Puig.
Nella stagione sulla terra battuta raggiunge un secondo turno nel torneo di Charleston venendo sconfitta da Andreea Mitu con un doppio 2-6 e a Madrid, dove viene eliminata da Viktoryja Azaranka con un doppio 3-6. Raggiunge i quarti di finale a Strasburgo fermando Shelby Rogers e Madison Brengle, prima di venire sconfitta da Samantha Stosur per 4-6 6-3 4-6. Prende parte al Roland Garros dove non riesce a ripetere gli ottavi di finale venendo sconfitta nel secondo turno da Angelique Kerber per 3-6 2-6. Partecipa al torneo di Nottingham dove viene sconfitta nel primo turno da Lauren Davis per 6-4 6-7 5-7. Esce di scena subito anche a Birmingham, mentre a Eastbourne non supera le qualificazioni.
Nello Slam londinese si impone su Klára Koukalová, per poi perdere contro Agnieszka Radwańska, la quale le lascia solamente due games. Nel torneo di Stanford raggiunge i quarti di finale sconfiggendo Vitalija D'jačenko per 3-6 6-0 6-0 e Madison Keys per 6-1 4-6 6-1. Viene poi fermata da Karolína Plíšková in due facili set (2-6 4-6). Agli US Open viene sconfitta da Karin Knapp nel primo turno per 7-6 2-6 4-6. Raggiunge la semifinale nel torneo di Tokyo imponendosi su: Tímea Babos, Kimiko Date e Madison Brengle; viene fermata nella sua corsa al titolo da Yanina Wickmayer per 5-7 2-6. Conclude la stagione partecipando al torneo di Seoul, Wuhan e Pechino. Nel torneo coreano viene sconfitta dalla Date che rifà per 1-6 2-6; a Wuhan, dopo essersi qualificata, viene estromessa da Belinda Bencic con un doppio 5-7. Nell'ultimo torneo non va oltre le qualificazioni perché è costretta al ritiro. Chiude l'anno al 66º posto della classifica.

### 2016-2017: infortunio e rientro
Incomincia l'anno partecipando al torneo di Brisbane, ma viene sconfitta nettamente da Carla Suárez Navarro per 1-6 2-6. Agli Australian Open non fa meglio, in quanto viene sconfitta da Kateryna Bondarenko per 6-7 3-6. Conclude prematuramente la sua stagione a causa di un brutto infortunio alla spalla che la costringe a uno stop di 14 mesi. Di conseguenza, scivola alla posizione n° 930.
Ritorna a giocare nel torneo di Acapulco eliminando Eugenie Bouchard per 7-6 6-1, per poi ritirarsi sul 5-7 per la belga Kirsten Flipkens nel secondo turno. Agli Indian Wells si arrende in due set a Julia Görges; mentre a Miami raggiunge il terzo turno eliminando al terzo set Magda Linette ed Elena Vesnina, prima di perdere nettamente contro Lucie Šafářová. Disputa alcuni tornei ITF raggiungendo la semifinale solo in uno. Nel torneo di Norimberga viene sconfitta nuovamente dalla Flipkens, ma stavolta la tennista australiana le dà del filo da torcere in quanto si aggiudica il secondo parziale (2-6 6-4 3-6). Nell'Open di Francia viene sconfitta da Kiki Bertens, la quale prevale totalmente nel secondo e nel terzo set imponendosi con il risultato di 6-4 1-6 1-6. Partecipa nel torneo croato di WTA 125k, ma viene sconfitta al primo turno da Maria Sakkarī per 4-6 6-4 1-6. Disputa due tornei ITF arrivando in semifinale e in finale, senza vincere il titolo. Nel torneo di Stanford è costretta al ritiro nel primo turno sul punteggio di 2-6 per la statunitense Coco Vandeweghe.
Agli US Open estromette Johanna Larsson per 7-5 6-4, per poi soccombere ad Aleksandra Krunić per 3-6 2-6. Non supera le qualificazioni nel torneo del Quebec. Disputa il torneo di Linz imponendosi per 3-6 6-4 6-1 su Mónica Puig, ma senza riuscire a superare la rinata Mihaela Buzărnescu, che si impone per 6-4 6-7 1-6. Non va oltre il primo turno nel torneo di Lussemburgo, dove a fermarla c'è Alison Van Uytvanck. Parte a due tornei ITF arrivando nei quarti di finale e in finale, nuovamente senza riuscire a vincere. Nel torneo WTA 125s di Honolulu disputa i quarti di finale dopo aver sconfitto Kurumi Nara e Danielle Lao, prima di venire sconfitta in due set lottati da Rebecca Peterson. Finisce la stagione giocando nel torneo ITF negli Emirati Arabi; raggiunge la finale, ma è costretta al ritiro dopo il primo parziale. Conclude la stagione al 118º posto.

### 2018: due finali WTA stagionali e ritorno in Top 50
Prende parte al torneo di Brisbane imponendosi al primo turno su Destanee Aiava per 6-1 6-4, prima di venire rimontata da Johanna Konta per 6-4 1-6 4-6. Agli Australian Open viene sconfitta da Lucie Šafářová per 5-7 3-6. Disputa una semifinale nel challenger di Newport Beach e nel challenger di Indian Wells venendo sconfitta da Danielle Collins per 4-6 3-6 e da Kateryna Bondarenko per 5-7 3-6. Agli Indian Wells è dodicesima testa di serie; supera agevolmente Mariana Duque Mariño per 6-3 6-0, per poi venire sconfitta in due sets da Sara Sorribes Tormo. A Miami, invece, si ferma nel secondo turno contro Sloane Stephens, che si impone per 1-6 3-6. Nel torneo di Monterrey si impone su Anna Karolína Schmiedlová per 4-6 6-1 7-6 e Anna Blinkova per 6-2 5-7 6-2; viene poi estromessa dalla futura vincitrice, Garbiñe Muguruza, la quale le lascia solamente tre game. A Istanbul si rifà sulla Van Uytvanck con un doppio 6-3, modo altrettanto netto è quello con cui viene sconfitta da Donna Vekić (1-6 2-6).
Ritorna a disputare una finale WTA a distanza di tre anni dall'ultima volta. Nel torneo di Rabat sconfigge: Sílvia Soler Espinosa per 6-2 3-6 6-1, Kirsten Flipkens per 6-3 6-2, Jana Fett per 3-6 6-3 6-3 e Aleksandra Krunić per 7-5 6-2. In finale non può fare nulla contro la belga Elise Mertens, la quale la batte per 2-6 6-7. Negli Internazionali d'Italia si rifà su Magda Linette per 6-2 3-6 6-4 e supera Zarina Dijas per 7-6 6-3. Tuttavia, viene sconfitta nettamente da Dar'ja Kasatkina per 0-6 4-6. Nell'Open di Francia esce di scena al primo turno venendo sconfitta da Elina Svitolina per 5-7 3-6. A s-Hetogenbosch viene rimontata nel secondo turno da Aryna Sabalenka per 6-3 6-7 0-6. Raggiunge i quarti di finale partendo dalle qualificazioni a Maiorca dove viene fermata da Anastasija Sevastova per 6-3 3-6 1-6.
A Wimbledon esce di scena contro Madison Keys, che si impone per 4-6 2-6.
Raggiunge un altro quarto di finale a Stanford dove a fermarla è Mihaela Buzărnescu per 1-6 5-7. A Cincinnati supera le qualificazioni ed estromette Irina-Camelia Begu per 4-6 6-3 6-3; viene poi sconfitta in rimonta dalla numero uno del mondo, Simona Halep, con il punteggio di 6-4 3-6 3-6. Agli US Open si impone su Lizette Cabrera per 6-4 6-1, prima di arrendersi in un match lottato contro Kateřina Siniaková (3-6 7-6 6-7). Disputa un torneo ITF a Hiroshima dove raggiunge i quarti di finale. Raggiunge la terza finale in carriera, nonché la seconda stagione, a Seoul. Dopo aver sconfitto: Alison Van Uytvanck per 3-6 7-5 7-5, Tamara Zidanšek per 2-6 6-1 6-3, Mandy Minella per 6-2 4-6 7-5 e Hsieh Su-wei per 6-4 5-7 6-4. In finale viene eliminata da Kiki Bertens per 6-7 6-4 2-6. Grazie ai punti ottenuti, migliora il suo best ranking di tre posizioni a distanza di tre anni (47ª posizione). Partecipa al torneo di Pechino dove non supera le qualificazioni, mentre a Tianjin viene estromessa all'esordio da Hsieh Su-wei per 6(4)–7 5-7. Non fa meglio a Mosca, dove viene fermata da Anastasija Pavljučenkova con il punteggio di 5-7 4-6.

### 2019: quarta finale WTA, prima semifinale Premier e Top 40

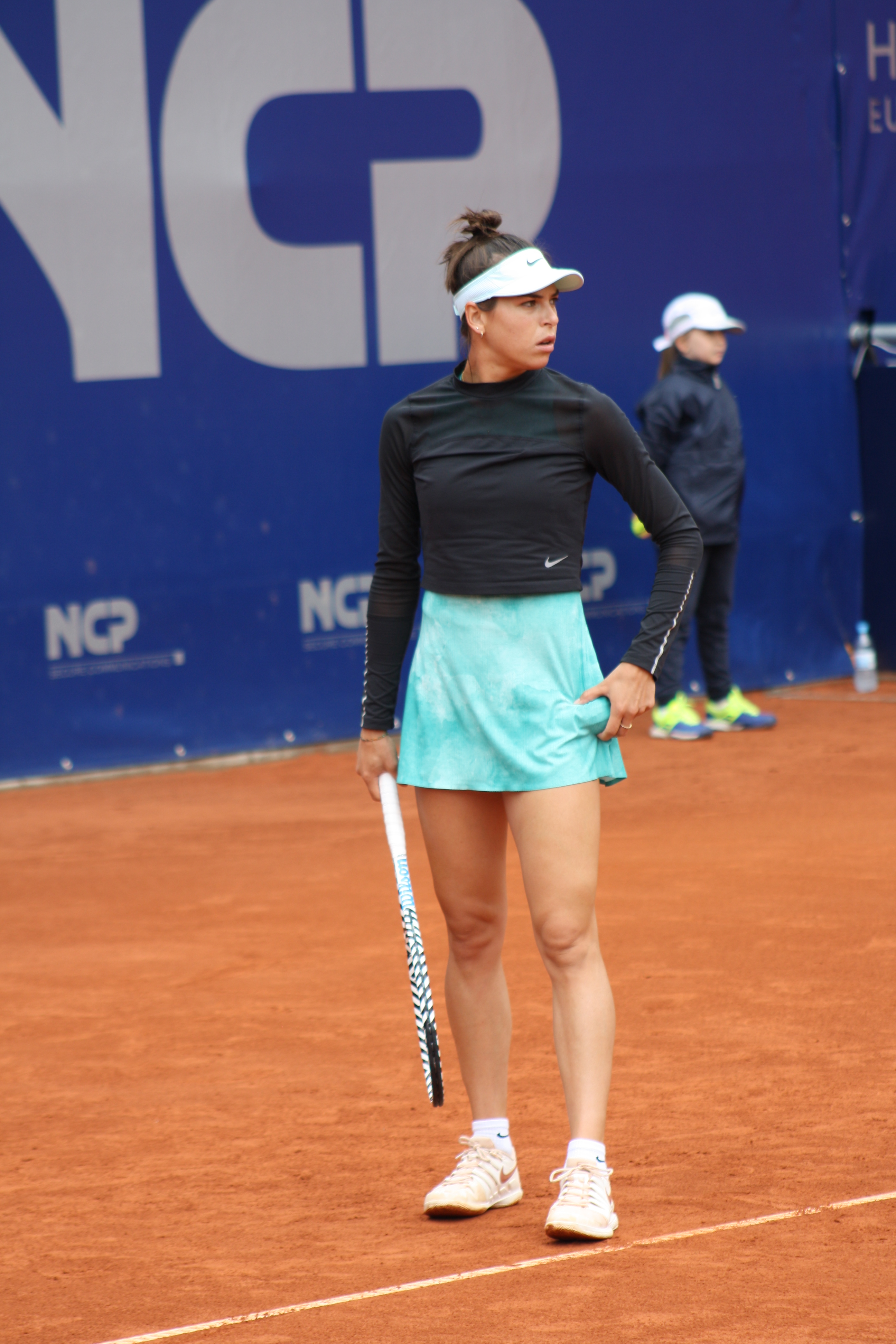
Ajla Tomljanović a Rabat nel 2019.

Inizia la stagione a Brisbane dove si impone in rimonta su Kateřina Siniaková (1-6 6-3 6-0), per superare anche Johanna Konta (6-2 7-6(2)); è costretta a cedere a Karolína Plíšková, numero cinque del mondo, con il punteggio di 1-6 6-1 1-6. A Sydney, invece, esce di scena al primo turno per mano di Camila Giorgi, che le rifila un doppio 3-6. Non fa meglio agli Australian Open, dove subisce la rivincita della Konta per 6(4)–7 6-2 6(10)–7. Raggiunge la quarta finale in carriera a Hua Hin, torneo promosso a International a partire dal 2019, eliminando nell'ordine: Stefanie Vögele per 6-1 7-6(6), Kateryna Kozlova per 7-6(0) 6-1, Zheng Saisai per 6-1 6-3 e Tamara Zidanšek per 6-4 6-1. Tuttavia, in finale è nuovamente costretta ad arrendersi a Dajana Jastrems'ka (2-6 6-2 6(3)–7), nonostante l'australiana, nel terzo set, sia stata avanti per 5-2. Per quanto riguarda la classifica, si spinge fino alla 41ª posizione. Successivamente, nel torneo del Qatar supera le qualificazioni, ma viene sconfitta nel primo turno con un doppio 6-2 da Julia Görges, mentre a Dubai cede al terzo set a Zheng Saisai (2-6 6-4 5-7). Nel torneo degli Indian Wells si impone su Alizé Cornet per 7-5 6-3, ma viene sconfitta da Aryna Sabalenka, numero nove del ranking, con il punteggio di 3-6 6-4 0-6. In seguito, a Miami rimonta Anna-Lena Friedsam (4-6 6-3 6-0) e si rifà sulla Sabalenka in due sets; ritorna in questo modo a vincere contro una top 10 dopo cinque anni. Successivamente, viene fermata da Anett Kontaveit, che ha la meglio per 7-6(3) 2-6 7-6(4). Al termine del torneo perfeziona il suo best ranking alla 39ª posizione.
Inizia la stagione sulla terra a Charleston, dove raggiunge il terzo turno estromettendo in due set Magda Linette e Tamara Zidanšek, prima di venire rimontata da Sloane Stephens (6-4 4-6 4-6). Ritornata in Europa, viene sconfitta all'esordio a Istanbul da Markéta Vondroušová con un doppio 3-6. Nonostante ciò, disputa la semifinale in Marocco, venendo sconfitta da Johanna Konta (2-6 6(7)–7), non riesce in questo modo ad eguagliare la finale raggiunta l'anno precedente; nel corso del torneo, si era imposta su: Fiona Ferro con un doppio 6-4, Timea Bacsinszky per 6-4 1-6 6-2 e Rebecca Peterson per 6-2 6-4. Prende parte al Premier Mandatory di Madrid, dove raccoglie un paio di giochi contro Mihaela Buzărnescu (3-6 2-6), mentre a Roma supera nuovamente la Zidanšek, prima di essere fermata dalla numero quattro del ranking, [lKarolína Plíšková]l. Continuano gli insuccessi anche a Norimberga, dove non va oltre il secondo turno eliminata dalla Zidanšek. Nello Slam parigino viene sconfitta al primo turno dalla campionessa in carica, Simona Halep, riuscendo a strapparle un set (2-6 6-3 1-6). 

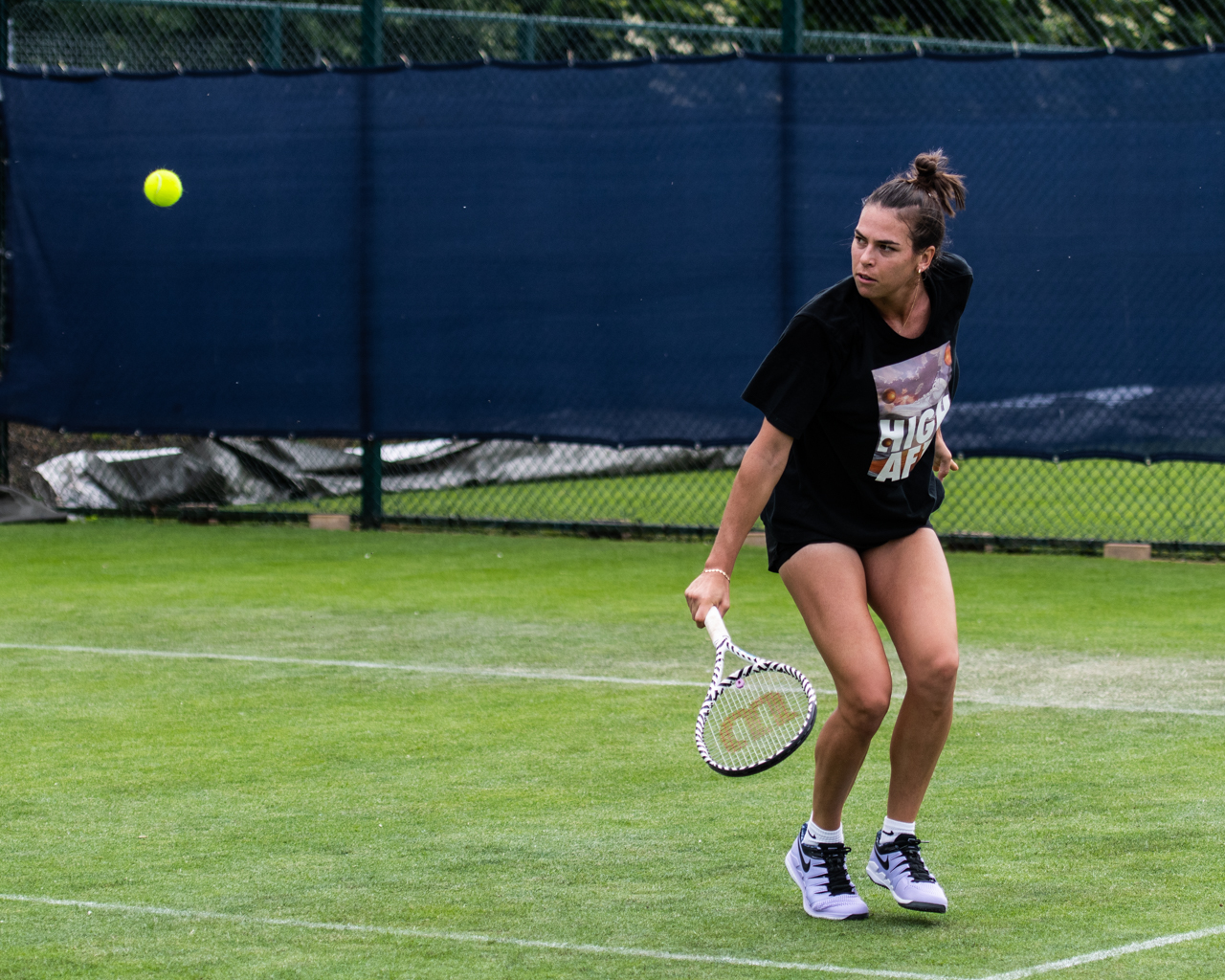
Ajla Tomljanović in allenamento nel 2019.

La stagione sull'erba per l'australiana inizia con i quarti di finale a Nottingham, in seguito alle vittorie su Danielle Lao per 6-2 6-3 e su Harriet Dart per 6(5)–7 6-1 6-2; viene poi fermata da Tatjana Maria, che si impone per 6-3 7-6(7). A Maiorca raccoglie una vittoria contro Mónica Puig (6-4 7-5), per poi soccombre ad Anastasija Sevastova, che le lascia solamente tre giochi. Non ha fortuna nemmeno ad Eastbourne, dove esce di scena all'esordio per mano di Ekaterina Aleksandrova (2-6 6(1)–7), mentre a Wimbledon estromette facilmente Dar'ja Kasatkina per 6-3 6-1, prima di perdere nettamente contro Viktoryja Azaranka, che ha la meglio per 6-2 6-0.
In preparazione allo Slam statunitense, si presenta ai tornei di Stanford e Toronto, raccogliendo due sconfitte inflittele rispettivamente da Kristie Ahn per 3-6 6-4 4-6 e da Iga Świątek per 4-1 a causa del ritiro della Tomljanović. Ritorna in campo a New York, riuscendo ad imporsi su Marie Bouzková per 1-6 7-5 6-1, per poi perdere in rimonta contro Anett Kontaveit per 6-4 5-7 2-6. Inizia lo swing asiatico prendendo parte al nuovo torneo Premier, lo Zhengzhou Open. Qui raggiunge la semifinale per la prima volta in carriera in un torneo di tale categoria, dopo le vittorie su Lesley Kerkhove per 6-2 6-0, Kiki Bertens (ottava potenza del ranking) per 6-4 7-6(1) e su Zheng Saisai per 6-1 6(1)–7 6-4. Grazie all'impresa compiuta contro la Bertens, raccoglie la seconda vittoria contro una top ten nella stagione e terza in carriera. Nel penultimo atto si arrende a Karolína Plíšková, futura campionessa, in due set. Nei successivi cinque tornei disputati ottiene solo due vittorie, a Seoul e Pechino. In novembre, viene chiamata dall'Australia per disputare i singolari contro la Francia: Ajla vince su Parmentier (6-4 7-5) ma perde da Maldenovic (1-6 1-6); alla fine, le aussies si arrenderanno per 3-2 alle transalpine.
Chiude la stagione alla 51ª posizione del ranking.

### 2020-2021: primi quarti di finale Slam e rientro in Top 50

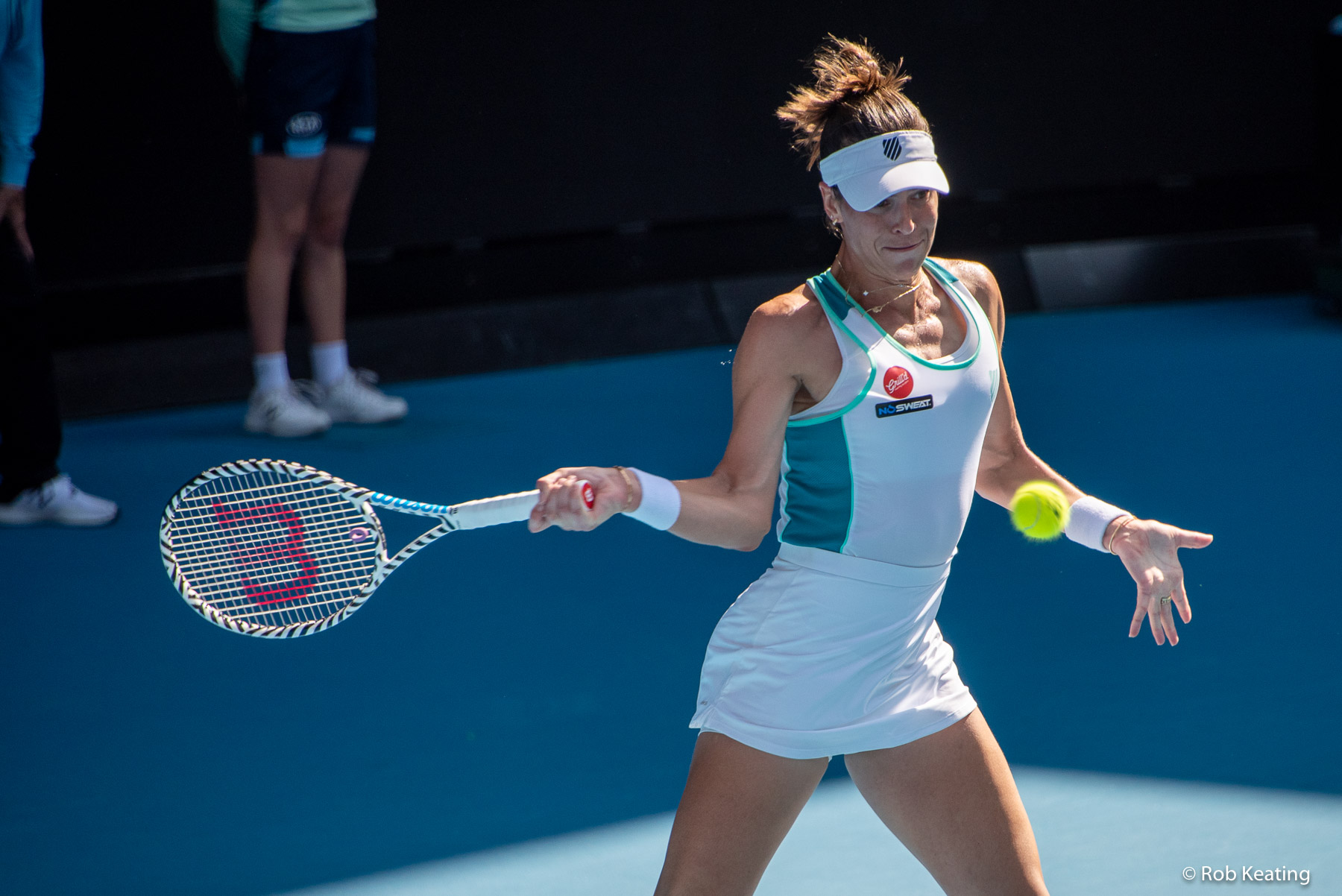
Ajla Tomljanovic agli Australian Open 2020.

Inizia l'anno a Brisbane, dove batte Priscilla Hon (6-2 4-6 6-4) prima di cedere a Karolína Plíšková in tre set. Ad Adelaide e nello slam casalingo, raggiunge sempre il secondo round, perdendo, rispettivamente, da Simona Halep e Garbine Muguruza. A San Pietroburgo elimina Markéta Vondroušová, testa di serie n°5, per 3-6 6-3 6-4; nel turn successivo si arrende alla qualificata Potapova per 6(2)-7 3-6. Tra Dubai e Doha raccoglie solo una vittoria .
In seguito, il circuito WTA è costretto a fermarsi da marzo ad agosto per via della pandemia di COVID-19: vengono annullati tutti i tornei previsti (compreso Wimbledon, che si era cancellato, l'ultima volta, nel 1945) e vengono rinviati i Giochi Olimpici al 2021.
Ajla riprende a giocare a Lexington, dove perde al primo turno da Julija Putinceva (0-6 4-6). Non va meglio al Western & Southern Open e allo US Open, dove esce immediatamente per mano di Kudermetova e Kerber. Nella parte finale di stagione, l'australiana gioca sulla terra: tra Roma, Strasburgo e Parigi non vince un singolo match.
Chiude l'anno al n°68 del mondo, non riuscendo a vincere un match da febbraio.
Tomljanović inizia il nuovo anno ad Abu Dhabi, dove coglie il secondo turno, perdendo dalla futura campionessa Aryna Sabalenka (5-7 4-6). Al Gippsland Trophy di Melbourne, esce di scena al primo turno contro Alizé Cornet (7-5 1-6 3-6). Agli Australian Open, batte Misaki Doi (6-2 6-1) prima di cedere alla n°2 del mondo Simona Halep, al termine di una battaglia in tre set (6-4 4-6 5-7) in cui Ajla si è trovata avanti 5-2 nel terzo parziale, venendo poi rimontata dalla romena.
Al torneo di Wimbledon Tomljanović sconfigge, in ordine, Greet Minnen (6-2 7–6(5)), Alizé Cornet (6-4 0-6 6-3) e Jeļena Ostapenko (4-6 6-4 6-2), giungendo ai suoi primi ottavi di finale a Wimbledon, i primi dal 2014, quando li raggiunse al Roland Garros. Qui incontra la tennista di casa e sorpresa del torneo Emma Raducanu, che si ritira sul punteggio di 6-4 3-0 in favore a Tomljanović. La tennista di origini croate, raggiunge quindi i suoi primi quarti di finale a livello Slam, dove affronta la numero uno del mondo Ashleigh Barty, cedendo nettamente per 1-6 3-6. A fine torneo scala la classifica mondiale di 25 posizioni, ritornando nella Top 50, precisamente al 50º posto. Agli US Open raggiunge per la prima volta il terzo turno, dove però cede contro Karolína Plíšková (3-6 2-6). In seguito prende parte al torneo di Indian Wells, sconfiggendo nettamente Usue Maitane Arconada (6-0 6-3) e superando, a sorpresa, la numero cinque del mondo Garbiñe Muguruza (6-3 1-6 6-3), registrando la quarta vittoria in carriera contro una top 10, la prima del 2021. Al terzo turno, elimina la slovena Zidanšek per 6-4 6-3, raggiungendo gli ottavi di finale del torneo californiano per la prima volta in carriera. Nella circostanza, perde da Angelique Kerber, con lo score di 4-6 1-6.
Dopo due secondi turni a Mosca e Cluj-Napoca, prende parte alla Billie Jean King Cup per conto dell'Australia: Ajla vince il suo singolare contro Aljaksandra Sasnovič per 4-6 6-2 6-3, regalando alle oceaniche il successo sulla Bielorussia (2-1). L'Australia accede in semifinale terminando prima il suo girone. Nella semifinale con la Svizzera, Tomljanović perde il suo match contro Belinda Bencic (3-6 2-6), condannando la sua nazionale all'eliminazione.
Termina l'anno al n°45 del mondo.

### 2022-2023: quarti agli US Open e stop per infortunio

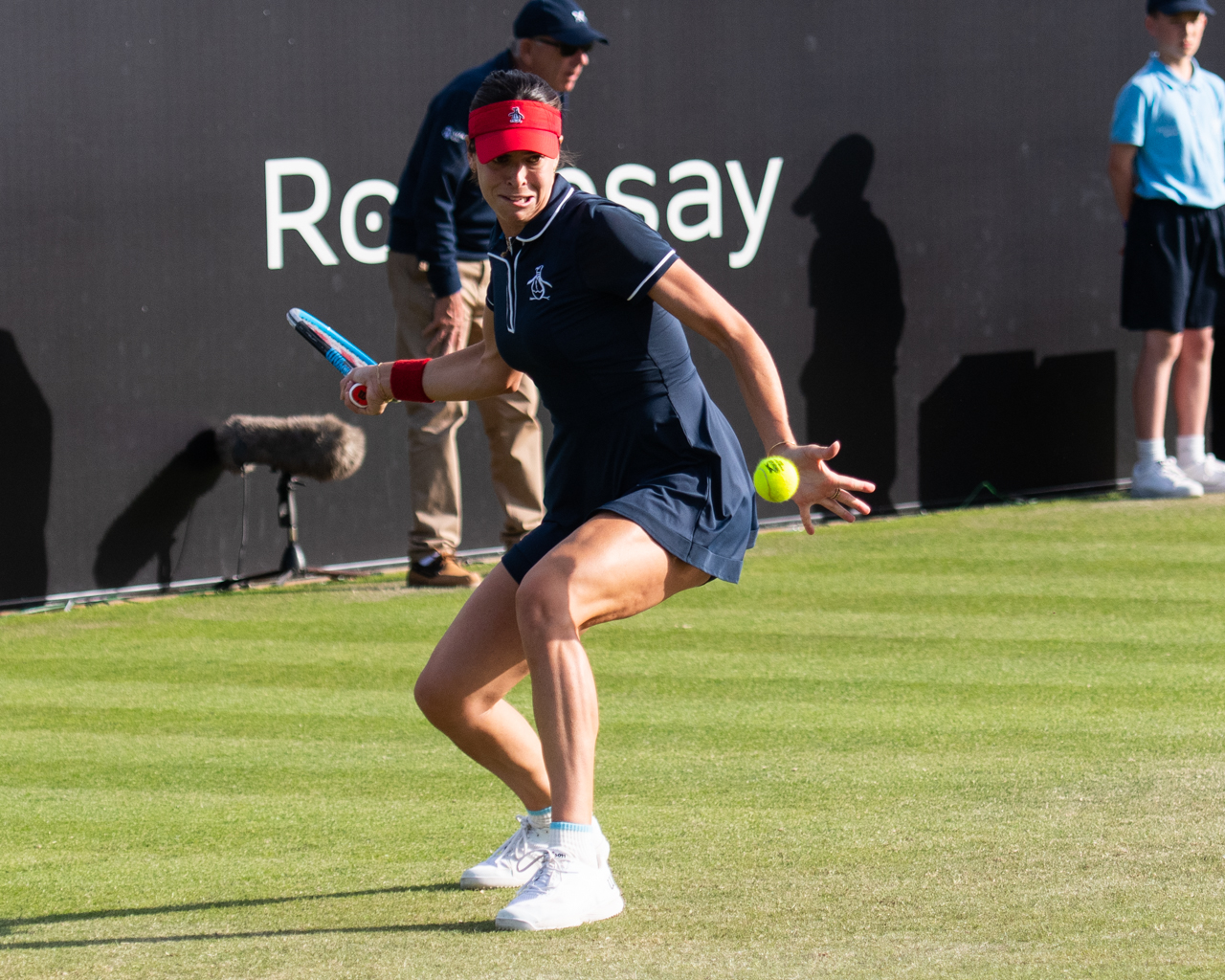
Ajla a Nottingham nel 2022

L'anno di Tomljanović inizia ad Adelaide, dove esce di scena al secondo turno contro Sofia Kenin (6-3 6(5)-7 3-6). Stessa sorte le tocca a Sydney, dove viene eliminata da Paula Badosa al secondo round (3-6 4-6). All'Australian Open, invece, cede all'esordio, nuovamente a Badosa (4-6 0-6). A Dubai non passa le qualificazioni perdendo al round decisivo contro Elena-Gabriela Ruse; tuttavia, viene ripescata come lucky loser. Nel main draw, tuttavia, viene subito sconfitta da Varvara Gračëva (1-6 5-7). Anche Doha esce di scena al primo turno, contro Dar'ja Kasatkina. A Indian Wells batte Haley Baptiste al primo turno ma poi perde da Sorana Cîrstea, con lo score di 4-6 5-7. Al torneo di Miami viene subito eliminata dalla qualificata Lucia Bronzetti (4-6 7-6(8) 2-6). 
Comincia la stagione su terra battuta a Charleston dove si ferma al secondo turno. La settimana seguente raggiunge per la prima volta nel 2022 i quarti di finale a Istanbul, dove viene fermata in tre set da Julija Putinceva. A Madrid non supera il primo turno, sconfitta da Garbiñe Muguruza, mentre a Roma ha la meglio su Camila Giorgi nel primo set, la quale poi si ritira sul 4-2 del secondo. Esce al secondo turno contro la futura finalista del torneo Ons Jabeur (5-7 2-6). A Rabat, dopo aver superato facilmente Irene Burillo Escorihuela (6-2 6-1) e Anna Karolína Schmiedlová (7-5 6-2), è costretta a ritirarsi nei quarti sul punteggio di 5-1 in favore di Anna Bondár per problemi fisici. All'Open di Francia batte la favorita dell'incontro Anett Kontaveit, quinta testa di serie, in due set (7-6(5) 7-5). Tuttavia è costretta ad arrendersi per la seconda volta nella stagione a Gračëva, in 2 ore e 40 minuti (4-6 7-6(5) 5-7).
Prende parte al torneo su erba di Nottingham, come quinta testa di serie, e si ferma ai quarti di finale. A Eastbourne invece viene eliminata dalla futura finalista del torneo Jeļena Ostapenko con un doppio 6-4. A Wimbledon supera in due set Jil Teichmann (6-2 6-3) e Catherine Harrison (6-2 6-2), mentre al terzo turno affronta l'ex numero due del mondo Barbora Krejčíková. L'australiana dopo aver perso il primo set 2-6, rimonta e vince i restanti due set per 6-4 6-3, raggiundendo così per la seconda volta consecutiva il quarto turno a Wimbledon. Qua viene però superata 6-4 2-6 3-6 dalla kazaka Elena Rybakina.
In seguito disputa gli US Open, dove sconfigge al primo turno Karolína Muchová per 6-3 7–6(5) e poi Evgenija Rodina per 1-6 6-2 7-5. Al terzo turno supera in una battaglia di tre ore la pluricampionessa del torneo Serena Williams per 7-5 6(4)–7 6-1, in quella che è stata l'ultima partita della statunitense prima del ritiro dall'attività agonistica. Giunge quindi per la prima volta in carriera agli ottavi di finale a New York, dove si sbarazza di Ljudmila Samsonova (7-6(8) 6-1) e approda ai suoi primi quarti di finale del torneo, dove viene sconfitta in due set (4-6 6(4)–7) dalla tunisina Ons Jabeur.

### 2024: rientro e prima finale WTA dal 2019
Tomljanovic ritrova una striscia positiva di vittorie al WTA 250 di Birmingham, dove si impone su Anna Blinkova, Zhu Lin, sulla sesta testa di serie Leylah Fernandez e sulla settima del seeding Anastasija Potapova, raggiungendo la sua prima finale WTA dal 2019, quando arrivò all'ultimo atto del Toyota Thailand Open. In finale trova Julija Putinceva, contro cui perde con lo score di 1-6 6(8)-7, non riuscendo a conquistare il suo primo titolo nel circuito maggiore.

## Statistiche WTA

### Singolare

#### Sconfitte (5)
| Legenda               | Legenda      |
| --------------------- | ------------ |
| Grande Slam (0)       |              |
| Argenti Olimpici (0)  |              |
| WTA Finals (0)        |              |
| WTA Elite Trophy (0)  |              |
| Dal 2009 al 2020      | Dal 2021     |
| Premier Mandatory (0) | WTA 1000 (0) |
| Premier 5 (0)         | WTA 1000 (0) |
| Premier (0)           | WTA 500 (0)  |
| International (4)     | WTA 250 (1)  |

| Nº | Data              | Torneo                         | Superficie  | Avversaria in finale | Punteggio        |
| 1. | 15 febbraio 2015  | Pattaya Open, Pattaya          | Cemento     | Daniela Hantuchová   | 6-3, 3-6, 4-6    |
| 2. | 5 maggio 2018     | Marocco Open, Rabat            | Terra rossa | Elise Mertens        | 2-6, 6(4)-7      |
| 3. | 23 settembre 2018 | Korea Open, Seul               | Cemento     | Kiki Bertens         | 6(2)-7, 6-4, 2-6 |
| 4. | 3 febbraio 2019   | Thailand Open, Hua Hin         | Cemento     | Dajana Jastrems'ka   | 2-6, 6-2, 6(3)-7 |
| 5. | 23 giugno 2024    | Birmingham Classic, Birmingham | Erba        | Julija Putinceva     | 1-6, 6(8)-7      |

## Circuito WTA 125

### Singolare

#### Vittorie (2)
| N. | Data             | Torneo                         | Superficie  | Avversaria in finale    | Punteggio     |
| 1. | 26 novembre 2023 | MundoTenis Open, Florianópolis | Terra rossa | Martina Capurro Taborda | 6-1, 7-5      |
| 2. | 6 ottobre 2024   | Hong Kong 125 Open, Hong Kong  | Cemento     | Clara Tauson            | 4-6, 6-4, 6-4 |

## Statistiche ITF

### Singolare

#### Vittorie (4)
| Torneo $100.000 (0) |
| Torneo $80.000 (0)  |
| Torneo $75.000 (0)  |
| Torneo $60.000 (0)  |
| Torneo $50.000 (1)  |
| Torneo $25.000 (3)  |
| Torneo $15.000 (0)  |
| Torneo $10.000 (0)  |

| N. | Data            | Torneo                                                | Superficie  | Avversaria in finale | Punteggio     |
| 1. | 17 gennaio 2010 | Plantation Open, Plantation                           | Terra verde | Johanna Larsson      | 6-3, 6-3      |
| 2. | 13 marzo 2011   | Sheriff Jim Coats Clearwater Women's Open, Clearwater | Cemento     | Sesil Karatančeva    | 7-6(3), 6-3   |
| 3. | 29 maggio 2011  | Torneo Internazionale Femminile Città di Grado, Grado | Terra rossa | Alexandra Cadanțu    | 6-2, 6-4      |
| 4. | 21 aprile 2013  | Dothan Pro Tennis Classic, Dothan                     | Terra verde | Zhang Shuai          | 2-6, 6-4, 6-3 |

#### Sconfitte (11)
| Torneo $100.000 (2) |
| Torneo $80.000 (1)  |
| Torneo $75.000 (0)  |
| Torneo $60.000 (1)  |
| Torneo $50.000 (1)  |
| Torneo $25.000 (6)  |
| Torneo $15.000 (0)  |
| Torneo $10.000 (0)  |

| N.  | Data             | Torneo                                                             | Superficie  | Avversaria in finale | Punteggio        |
| 1.  | 29 novembre 2009 | Abierto Femenil de Tenis Puebla de Los Angeles, Puebla de Zaragoza | Cemento     | Naomi Broady         | 6(4)-7, 3-6      |
| 2.  | 4 aprile 2010    | Pelham Racquet Club Women's $25K Pro Circuit Challenger, Pelham    | Terra verde | Edina Gallovits      | 2-6, 0-6         |
| 3.  | 16 maggio 2010   | Sparta Prague WTA, Praga                                           | Terra rossa | Lucie Hradecká       | 1-6, 6(4)-7      |
| 4.  | 10 aprile 2011   | St. Dominic USTA Pro Circuit $25,000 Women's Challenger, Jackson   | Terra verde | Marina Eraković      | 1-6, 2-6         |
| 5.  | 13 gennaio 2013  | Innisbrook Women's Open, Innisbrook                                | Terra verde | Tadeja Majerič       | 2-6, 3-6         |
| 6.  | 10 febbraio 2013 | Dow Corning Tennis Classic, Midland                                | Cemento (i) | Lauren Davis         | 3-6, 6-2, 6(2)-7 |
| 7.  | 13 ottobre 2013  | ButlerCars.com Tennis Classic, Macon                               | Cemento     | Anna Tatišvili       | 2-6, 6-1, 5-7    |
| 8   | 22 dicembre 2013 | Circuito Femenil Etapa II, Mérida                                  | Cemento     | Allie Kiick          | 6-3, 5-7, 0-6    |
| 9.  | 30 luglio 2017   | FSP Gold River Women's Challenger, Sacramento                      | Cemento     | Amanda Anisimova     | w/o              |
| 10. | 12 novembre 2017 | Waco Showdown, Waco                                                | Cemento     | Taylor Townsend      | 3-6, 6-2, 2-6    |
| 11. | 16 dicembre 2017 | Al Habtoor Tennis Challenge, Dubai                                 | Cemento     | Belinda Bencic       | 4-6, rit.        |

### Doppio

#### Vittorie (3)
| Torneo $100.000 (0) |
| Torneo $80.000 (0)  |
| Torneo $75.000 (1)  |
| Torneo $60.000 (0)  |
| Torneo $50.000 (1)  |
| Torneo $25.000 (1)  |
| Torneo $15.000 (0)  |
| Torneo $10.000 (0)  |

| N. | Data             | Torneo                                    | Superficie  | Compagna        | Avversarie in finale                     | Punteggio           |
| 1. | 10 maggio 2009   | Zagreb Open, Zagabria                     | Terra rossa | Petra Martić    | Ksenija Milevskaja Anastasija Pivovarova | 6-3, 6(4)-7, [10-5] |
| 2. | 30 ottobre 2011  | Puerto Rico Women's Challenger, Bayamón   | Cemento     | Chanel Simmonds | Victoria Duval Alexandra Kiick           | 6-3, 6-1            |
| 3. | 12 novembre 2011 | Goldwater Women's Tennis Classic, Phoenix | Cemento     | Jamie Hampton   | Maria Sanchez Yasmin Schnack             | 3-6, 6-3, [10-6]    |

#### Sconfitte (1)
| Torneo $100.000 (0) |
| Torneo $80.000 (0)  |
| Torneo $75.000 (0)  |
| Torneo $60.000 (0)  |
| Torneo $50.000 (1)  |
| Torneo $25.000 (0)  |
| Torneo $15.000 (0)  |
| Torneo $10.000 (0)  |

| N. | Data           | Torneo                                  | Superficie | Compagna      | Avversarie in finale         | Punteggio        |
| 1. | 8 ottobre 2011 | Women's Pro Tennis Classic, Kansas City | Cemento    | Jamie Hampton | Maria Abramović Eva Hrdinová | 6-2, 2-6, [4-10] |

## Grand Slam Junior

### Doppio

#### Vittorie (1)
| Tornei del Grande Slam  |
| ----------------------- |
| Australian Open (1)     |
| Open di Francia (0)     |
| Torneo di Wimbledon (0) |
| US Open (0)             |

| N. | Data            | Torneo                     | Superficie | Compagna         | Avversarie in finale               | Punteggio        |
| 1. | 31 gennaio 2009 | Australian Open, Melbourne | Cemento    | Christina McHale | Aleksandra Krunić Sandra Zaniewska | 6-1, 2-6, [10-4] |

## Risultati in progressione
| Sigla | Risultato               |
| ----- | ----------------------- |
| V     | Vincitore               |
| F     | Finalista               |
| SF    | Semifinalista           |
| O     | Oro olimpico            |
| A     | Argento olimpico        |
| SF    | Bronzo olimpico         |
| QF    | Quarti di Finale        |
| 4T    | Quarto turno            |
| 3T    | Terzo turno             |
| 2T    | Secondo turno           |
| 1T    | Primo turno             |
| RR    | Round Robin             |
| LQ    | Turno di qualificazione |
| A     | Assente                 |
| ND    | Non disputato           |

| Legenda superfici    |
| -------------------- |
| Cemento              |
| Terra battuta        |
| Erba                 |
| Superficie variabile |

### Singolare
Aggiornato a fine US Open 2023
|                        | Croazia       | Croazia       | Croazia       | Croazia | Croazia       | Australia     | Australia     | Australia | Australia     | Australia     | Australia     | Australia     | Australia     | Australia     | Australia     |             |             |
| Torneo                 | 2009          | 2010          | 2011          | 2012    | 2013          | 2014          | 2015          | 2016      | 2017          | 2018          | 2019          | 2020          | 2021          | 2022          | 2023          | Titoli      | V-S         |
| Tornei del Grande Slam |               |               |               |         |               |               |               |           |               |               |               |               |               |               |               |             |             |
| Australian Open        | A             | A             | Q2            | A       | A             | 2T            | 2T            | 1T        | A             | 1T            | 1T            | 2T            | 2T            | 1T            | A             | 0 / 8       | 4-8         |
| Open di Francia        | A             | Q1            | Q1            | Q1      | Q1            | 4T            | 2T            | A         | 1T            | 1T            | 1T            | 1T            | 2T            | 2T            | A             | 0 / 8       | 6-8         |
| Wimbledon              | A             | Q3            | Q1            | Q1      | 1T            | 1T            | 2T            | A         | A             | 1T            | 2T            | ND            | QF            | QF            | A             | 0 / 7       | 10-7        |
| US Open                | A             | Q2            | Q2            | A       | 2T            | 1T            | 1T            | A         | 2T            | 2T            | 2T            | 1T            | 3T            | QF            | 2T            | 0 / 10      | 11-10       |
| Vittorie-Sconfitte     | 0-0           | 0-0           | 0-0           | 0-0     | 1-2           | 4-4           | 3-4           | 0-1       | 1-2           | 1-4           | 2-4           | 1-3           | 8-4           | 9-4           | 1-1           | 0 / 33      | 31-33       |
| Giochi olimpici        |               |               |               |         |               |               |               |           |               |               |               |               |               |               |               |             |             |
| Giochi olimpici        | Non disputati | Non disputati | Non disputati | A       | Non disputati | Non disputati | Non disputati | A         | Non disputati | Non disputati | Non disputati | Non disputati | 2T            | ND            | ND            | 0 / 1       | 1-1         |
| WTA 1000               |               |               |               |         |               |               |               |           |               |               |               |               |               |               |               |             |             |
| Doha / Dubai[1]        | Assente       | Assente       | Assente       | Assente | Assente       | Assente       | Assente       | Assente   | Assente       | Assente       | 1T            | 2T            | A             | 1T            | A             | 0 / 2       | 1-3         |
| Indian Wells           | 1T            | 1T            | A             | A       | Q2            | 2T            | 1T            | A         | 1T            | Q2            | 2T            | ND            | 4T            | 2T            | A             | 0 / 6       | 6-8         |
| Miami                  | A             | 1T            | 1T            | A       | 4T            | 3T            | 1T            | A         | 3T            | 2T            | 3T            | ND            | 2T            | 1T            | A             | 0 / 9       | 11-10       |
| Madrid                 | Assente       | Assente       | Assente       | Assente | Assente       | Q1            | 2T            | A         | A             | A             | 1T            | ND            | 1T            | 1T            | A             | 0 / 3       | 1-4         |
| Roma                   | Assente       | Assente       | Assente       | Assente | Assente       | Q2            | Q2            | A         | A             | 1T            | 2T            | 1T            | 2T            | 2T            | A             | 0 / 4       | 3-5         |
| Montréal / Toronto     | A             | Q1            | A             | A       | A             | 1T            | Q2            | A         | A             | A             | 1T            | ND            | 1T            | 2T            | A             | 0 / 4       | 1-4         |
| Cincinnati             | Assente       | Assente       | Assente       | Assente | Assente       | Q1            | A             | A         | A             | 2T            | A             | 1T            | A             | QF            | A             | 0 / 3       | 4-3         |
| Tokyo / Wuhan[2]       | Assente       | Assente       | Assente       | Assente | Assente       | Q1            | 1T            | A         | A             | A             | 1T            | Non disputato | Non disputato | Non disputato | Non disputato | 0 / 2       | 0-2         |
| Pechino                | Assente       | Assente       | Assente       | Assente | Assente       | Q2            | Q2            | A         | A             | Q2            | 2T            | Non disputato | Non disputato | Non disputato | Non disputato | 0 / 1       | 1-1         |
| Carriera               |               |               |               |         |               |               |               |           |               |               |               |               |               |               |               |             |             |
|                        | 2009          | 2010          | 2011          | 2012    | 2013          | 2014          | 2015          | 2016      | 2017          | 2018          | 2019          | 2020          | 2021          | 2022          | 2023          | Totale      | Totale      |
| Tornei giocati         | 1             | 3             | 5             | 1       | 9             | 20            | 21            | 2         | 11            | 22            | 28            | 11            | 23            | 20            | 1             | 172         | 172         |
| Titoli                 | 0             | 0             | 0             | 0       | 0             | 0             | 0             | 0         | 0             | 0             | 0             | 0             | 0             | 0             | 0             | 0           | 0           |
| Finali                 | 0             | 0             | 0             | 0       | 0             | 0             | 1             | 0         | 0             | 2             | 1             | 0             | 0             | 0             | 0             | 4           | 4           |
| Totale V-S             | 0-1           | 1-3           | 1-5           | 0-1     | 8-9           | 17-20         | 18-21         | 0-2       | 7-11          | 28-22         | 26-28         | 5-11          | 26-24         | 26-20         | 1-1           | 156-175     | 156-175     |
| Vittorie %             | 0%            | 25%           | 17%           | 0%      | 47%           | 46%           | 46%           | 0%        | 39%           | 56%           | 48%           | 31%           | 52%           | 57%           | 50%           | 47%         | 47%         |
| Ranking a fine anno    | 353           | 157           | 145           | 453     | 78            | 63            | 66            | 930       | 151           | 43            | 51            | 68            | 45            | 33            | 549           | $ 5.803.219 | $ 5.803.219 |

Note
- 1 Il Dubai Tennis Championships e il Qatar Ladies Open di Doha si scambiano frequentemente lo status tra evento Premier ed evento Premier 5.
- 2 Nel 2014 il Toray Pan Pacific Open ha cambiato lo status in evento Premier ed è stato sostituito dal Wuhan Open come evento Premier 5.

### Doppio nei tornei del Grande Slam
Aggiornato a Torneo di Wimbledon 2022 in corso 
| Torneo               | 2013 | 2014  | 2015 | 2016 | 2017 | 2018 | 2019 | 2020 | 2021 | 2022 | 2023 | Titoli | V-S   |
| -------------------- | ---- | ----- | ---- | ---- | ---- | ---- | ---- | ---- | ---- | ---- | ---- | ------ | ----- |
| Australian Open      | A    | QF    | 2T   | 2T   | A    | 1T   | 1T   | 1T   | 1T   | A    | A    | 0 / 7  | 5-7   |
| Open di Francia      | A    | 1T    | 1T   | A    | 2T   | 1T   | 1T   | 2T   | 2T   | 3T   | A    | 0 / 8  | 5-8   |
| Wimbledon            | A    | 1T    | 3T   | A    | A    | 1T   | 2T   | ND   | 1T   | 1T   | A    | 0 / 6  | 3-6   |
| US Open              | A    | 3T    | 1T   | A    | 1T   | 3T   | 2T   | A    | 2T   | 1T   | A    | 0 / 7  | 6-7   |
| Vittorie-sconfitte   | 0-0  | 5-4   | 3-4  | 1-1  | 1-2  | 2-4  | 2-4  | 1-2  | 2-4  | 2-3  | 0-0  | 0 / 28 | 19-28 |
| Carriera             |      |       |      |      |      |      |      |      |      |      |      |        |       |
| Totale V-S           | 2-4  | 15-14 | 9-15 | 1-1  | 1-3  | 4-10 | 4-12 | 3-4  | 5-9  | 5-4  | 0-0  | 42-66  | 42-66 |
| Vittorie %           | 33%  | 52%   | 38%  | 50%  | 25%  | 29%  | 25%  | 43%  | 36%  | 56%  | –    | 39%    | 39%   |
| Ranking di fine anno | 299  | 48    | 92   | 385  | 370  | 140  | 159  | 127  | 141  | 136  | NC   |        |       |

### Doppio misto nei tornei del Grande Slam
| Torneo             | 2013 | 2014 | 2015 | 2016 | 2017 | ... | 2022 | 2023 | Titoli | V-S |
| ------------------ | ---- | ---- | ---- | ---- | ---- | --- | ---- | ---- | ------ | --- |
| Australian Open    | A    | 1T   | A    | 1T   | A    |     | A    | A    | 0 / 2  | 0-2 |
| Open di Francia    | A    | A    | A    | A    | A    |     | A    | A    | 0 / 0  | 0-0 |
| Wimbledon          | A    | A    | 2T   | A    | A    |     | A    | A    | 0 / 1  | 1-1 |
| US Open            | A    | A    | A    | A    | A    |     | A    | A    | 0 / 0  | 0-0 |
| Vittorie-sconfitte | 0-0  | 0-1  | 1-1  | 0-1  | 0-0  |     | 0-0  | 0-0  | 0 / 3  | 1-3 |

## Vittorie contro giocatrici Top 10
| Stagione | 2014 | 2015 | 2016 | 2017 | 2018 | 2019 | 2020 | 2021 | 2022 | Totale |
| Vittorie | 1    | 0    | 0    | 0    | 0    | 2    | 0    | 1    | 2    | 6      |

| #    | Giocatrice          | Ranking | Evento                          | Superficie  | Turno | Punteggio        | Rank. ATR |
| ---- | ------------------- | ------- | ------------------------------- | ----------- | ----- | ---------------- | --------- |
| 2014 |                     |         |                                 |             |       |                  |           |
| 1.   | Agnieszka Radwańska | 3       | Open di Francia, Parigi         | Terra rossa | 3T    | 6-4, 6-4         | 72        |
| 2019 |                     |         |                                 |             |       |                  |           |
| 2.   | Aryna Sabalenka     | 9       | Miami Open, Miami Gardens       | Cemento     | 2T    | 6-3, 6-4         | 40        |
| 3.   | Kiki Bertens        | 8       | Zhengzhou Open, Zhengzhou       | Cemento     | 2T    | 6-4, 7-6(1)      | 46        |
| 2021 |                     |         |                                 |             |       |                  |           |
| 4.   | Garbiñe Muguruza    | 6       | Indian Wells Open, Indian Wells | Cemento     | 2T    | 6-3, 1-6, 6-3    | 47        |
| 2022 |                     |         |                                 |             |       |                  |           |
| 5.   | Anett Kontaveit     | 5       | Open di Francia, Parigi         | Terra rossa | 1T    | 7-6(5), 7-5      | 42        |
| 6.   | Paula Badosa        | 3       | Cincinnati Open, Cincinnati     | Cemento     | 2T    | 6(3)-7, 6-0, 6-2 | 63        |